# Garbinet
El Garbinet és un dels barris que componen la ciutat d'Alacant a l'Alacantí, (País Valencià) i està situat a la besant de les llomes que li donen nom, extrem nord del Bon Repòs. Segons el cens de 2022, compta amb una població de 13.192 habitants (6.494 homes i 6.698 dones).
El punt mes ressaltable a la seva orografia era el Fondo de Rodenes al sud, actualment desaparegut a causa de farciments per la construcció de noves urbanitzacions i les llomes al nord.